# Tattooed Millionaire (píseň, Bruce Dickinson)
„Tattooed Millionaire“ je první singl zpěváka Bruce Dickinsona z debutového alba Tattooed Millionaire. Singl byl vydán 11. dubna 1990 a v žebříčku UK Singles Chart se umístil na 18. místě. Podle magazínu Ultimate Classic Rock je píseň o „slavných bulvárních rockerech“. Podle týdeníku The Georgia Straight z roku 1990 „nepříliš jemné útočí na výstřelky rock 'n' rollového životního stylu v L.A., zejména toho, který vedla skupina Mötley Crüe“. Nikki Sixx uvedl, že píseň je nejspíš o něm, inspirována Dickinsonovou první manželkou Ericou Barnnett, která ho podvedla se Sixxem.
Nakonec přibližně v době vydání svého prvního alba vysvětlil Dickinson v rozhovoru význam titulní skladby. "Není to o tom mít tetování nebo nemít tetování," řekl. “Tattooed Millionaire je jako celá oblast, kterou po hudební stránce vnímám jako velký hnisající, otevřený bolák na díře lidstva. Celá ta scéna je taková, že to nemá nic společného s hudbou. S realitou to nemá nic společného… Má to co do činění s nějakým blbým přístupem. To záleží na tom, víš, chceme jezdit v limuzínách a dělat všechny odpadky a... chceme získat holky, kámo. Viděl jsem archetypální potetované milionáře, jak šrotují nějakou kočku před autobusem na chodníku… Co se ten chlap snaží dokázat?“
V roce 1998, když byl The Chemical Wedding Tour, odhalil, kdo byl skutečným zdrojem jeho žluči. „Tattooed Millionaire“ byl „věnován Axlu Roseovi". "Nikdy jsem nepotkal někoho, tak sobeckého a bezohledného, jako je on."
Guns 'N Roses byla předkapela a host pro Maiden v Quebec City 16. května 1988. Roseovi se nelíbilo, že na něj publikum mluvilo nebo křičelo francouzsky – legrační věc na těch francouzských Kanaďanech – a údajně na některé z nich zaútočil.
V roce 2015 Dickinson vzpomínal: „Měl jsem přijít na pódium a dát mu ránu. Jak se mohl odvážit mluvit k mému publiku tímto způsobem? Vždy jsem litoval, že jsem to neudělal."

## Obsazení
- Bruce Dickinson – zpěv
- Janick Gers – kytary
- Andy Carr – baskytara
- Fabio Del Rio – bicí